# Подруги (фильм, 1955)
«Подруги» (итал. Le Amiche) — фильм Микеланджело Антониони. По рассказам Чезаре Павезе «Три одинокие женщины».
Премьера фильма состоялась 7 сентября 1955 года в Италии.

## Сюжет
Фильм рассказывает историю нескольких женщин, ставших подругами. История начинается в Турине. Молодая женщина Розетта пытается покончить с собой, наглотавшись таблеток. К счастью ей это не удаётся. Её подруга и соседка путешествуют по городу и пытаются выяснить, от чего же Розетта пошла на самоубийство. Они выясняют, что во всём виновата несчастная любовь.

## В ролях
- Габриэле Ферцетти — Лоренцо
- Валентина Кортезе — Нене
- Элеонора Росси Драго — Клелия
- Франко Фабрици — Чезаре Педони, архитектор
- Ивонн Фурно — Момина де Стефани
- Мадлен Фишер — Розетта Савони
- Анна Мария Панкани — Мариелла
- Лучано Вольпато — Тони
- Этторе Манни — Карло
- Мария Гамбарелли — работник Клелии
- Марчелла Ферри

## Премии и награды
- 1955 Венецианский кинофестиваль — «Серебряный лев» — Микеланджело Антониони.